# República Popular d'Ucraïna
La República Popular d'Ucraïna (ucraïnès: Українська Народна Республіка transcrit Ukraïnska Naródnya Respúblika, abreujat УНР UNR, amb ortografia antiga Українська Народня Республіка, transcrit Ukraïnska Naródnia Respúblika) també coneguda com a República Nacional Ucraïnesa, fou una república que es va declarar en part del territori de la moderna Ucraïna després de la Revolució russa.

## Història

### Onada revolucionària

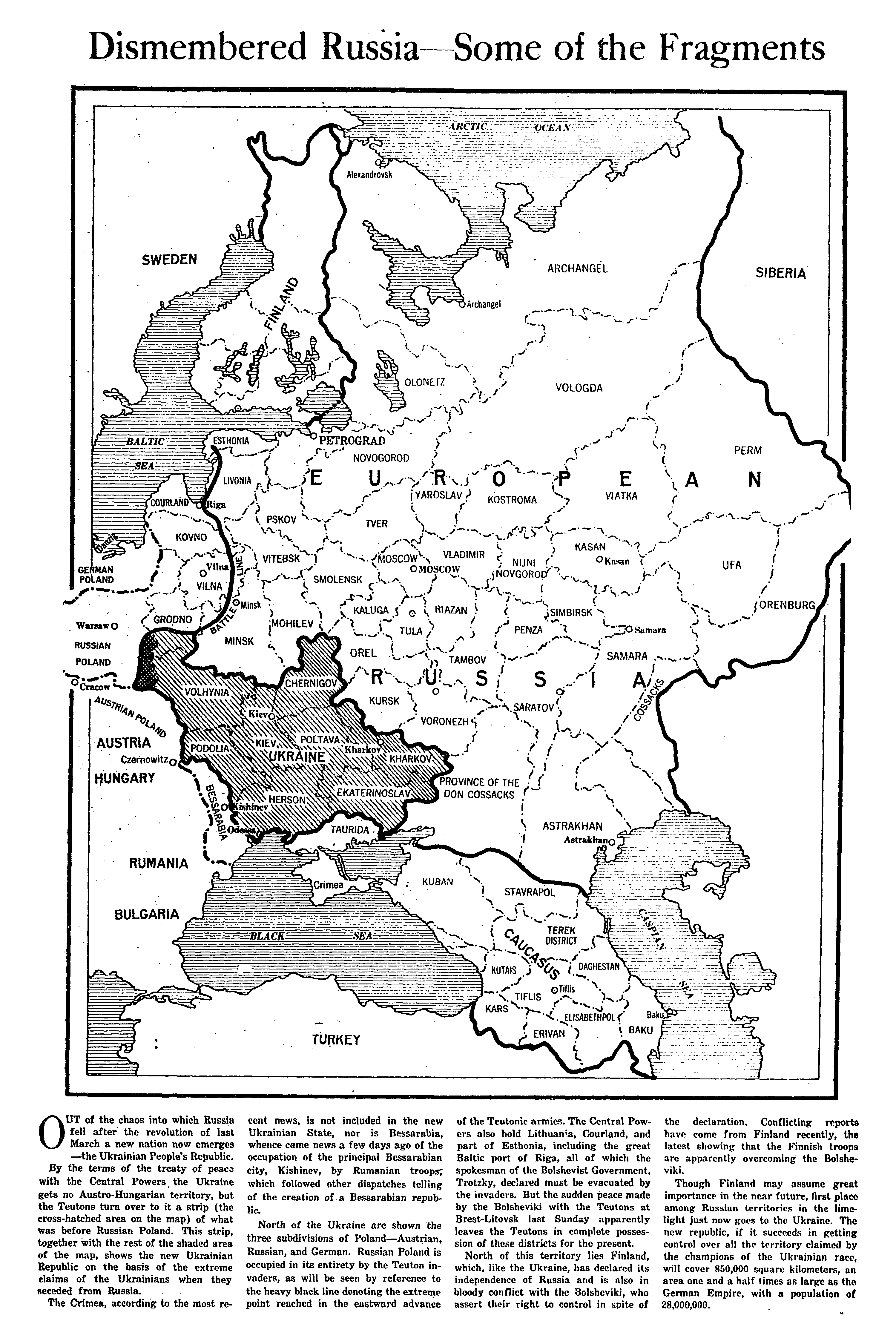
Febrer de 1918, article de The New York Times on es mostra un mapa dels territoris de l'Imperi Rus reclamants per la República Popular d'Ucraïna en aquella època, abans de l'annexió de les terres austro-hongareses de la República Popular d'Ucraïna Occidental.

Fronteres d'Ucraïna autònoma segons la directiva Del Govern Provisional De Rússia 1917/08/04 (destacats en vermell).

El 23 de juny de 1917 (10 de juny segons el calendari julià (CJ), aleshores vigent al territrori), la Rada Central d'Ucraïna declarà la seva autonomia com a part de la República Russa segons la seva primera decisió al Congrés Militar de Tots els Ucraïnesos. La més alta institució de govern de la República Popular d'Ucraïna esdevingué el Secretariat General, encapçalat per Volodímir Vinnitxenko. El Primer Ministre de Rússia, Aleksandr Kérenski reconegué el Secretariat, nomenant-lo com a junta directiva representativa del Govern Provisional Rus i limitant els seus poders a cinc gubèrnies: Volínia, Kíev, Podòl·lia, Txernígov (Txerníhiv en ucraïnès) i Poltava. Al principi Vinnitxenko protestà i deixà el seu càrrec com a líder de Secretariat, però finalment retornà per reconstruir el Secretariat després que la Rada Central accesptés la Kerensky Instruktsiya i emetés la Segona Universal.
Després de la Revolució d'Octubre de 1917 la facció kieviana del Partit Bolxevic instigà la revolta a Kíev el 8 de novembre de 1917, a fi i efecte d'establir el poder soviètic a la ciutat. Les forces del districte militar de Kíev intentaren aturar-lo, però després que la Rada Central donés el seu suport al bolxevics, les forces russes van ser foragitades de Kíev. Després d'expulsar les forces governamentals, la Rada va anunciar una àmplia autonomia per a la República Ucraïnesa, que encara mantenia lligams amb Rússia, el 22 de novembre de 1917. El territori de la República va ser proclamat el 20 de novembre del 1917 (7 de novembre CJ) per la Tercera Universal de la Rada Central amb la inclusió de les gubèrnies de Volínia, Kíev, Podòl·lia, Txernígov, Poltava, Kharkov, Iekaterinoslav, Kherson, Tàurida, (sense incloure-hi Crimea). També manifestà que la gent de Vorónej, Kholm i Kursk estava convidada a unir-se a la república a través d'un referèndum. Més enllà encara, la Rada Central, en la seva Universal, manifestava que, donat que no hi havia cap mena de govern a la República Russa després de la Revolució d'octubre, es proclamava a si mateixa com a màxima autoritat en el territori d'Ucraïna, fins que no s'hagués restaurat l'ordre a la república russa. La Rada Central considerà totes aquestes activitats revolucionàries (com ara la Revolució d'octubre) com si fossin una guerra civil i expressà les seves esperances per a la resolució del caos.
Després d'una breu treva, els bolxevics s'adonaren que la Rada no tenia cap mena d'intenció de donar suport a la Revolució. Es reorganitzaren en un Consell de Soviets de tots els Ucraïnesos el desembre de 1917 en un intent de prendre el poder. Quan això fallà a causa de la manca relativa de popularitats dels bolxevics a Kíev, passaren a Khàrkiv. Els bolxevics d'Ucraïna declararen proscrit el govern de la República Popular Ucraïnesa i proclamaren la República Socialista Soviètica d'Ucraïna, amb capital a Kíev, tot afirmant que el Secretariat del Poble d'Ucraïna era l'únic govern del país. L'Exèrcit Roig bolxevic entrà a Ucraïna des de l'RSFS de Rússia en suport del govern soviètic local. Com que les relacions dins de la Rada Central s'havien agrit força, una sèrie de repúbliques soviètiques regionals al territori d'Ucraïna van proclamar la seva independència i fidelitat al Sovnarkom de Petrograd (República Soviètica d'Odessa (Ucraïna del sud) i República Soviètica de Donetsk - Krivoi Rog (Ucraïna oriental)). La República de Donetsk-Krivoi Rog va ser creada per un decret directe de Lenin com a part de la 
RSFS de Rússia amb la seva capital a Khàrkiv. Aquell decret fou reeixidament implementat per Fyódor Serguèiev que es va convertir en president del govern municipal així com, simultàniament, s'unia al govern soviètic d'Ucraïna. A diferència de la República de Fyódor Serguèiev, la República d'Odessa no va ser reconeguda per cap altre govern bolxevic i per pròpia iniciativa havia entrat en conflicte militar amb Romania pel control sobre la República Democràtica Moldava, el territori de la qual estava sota disputa.

### Independència

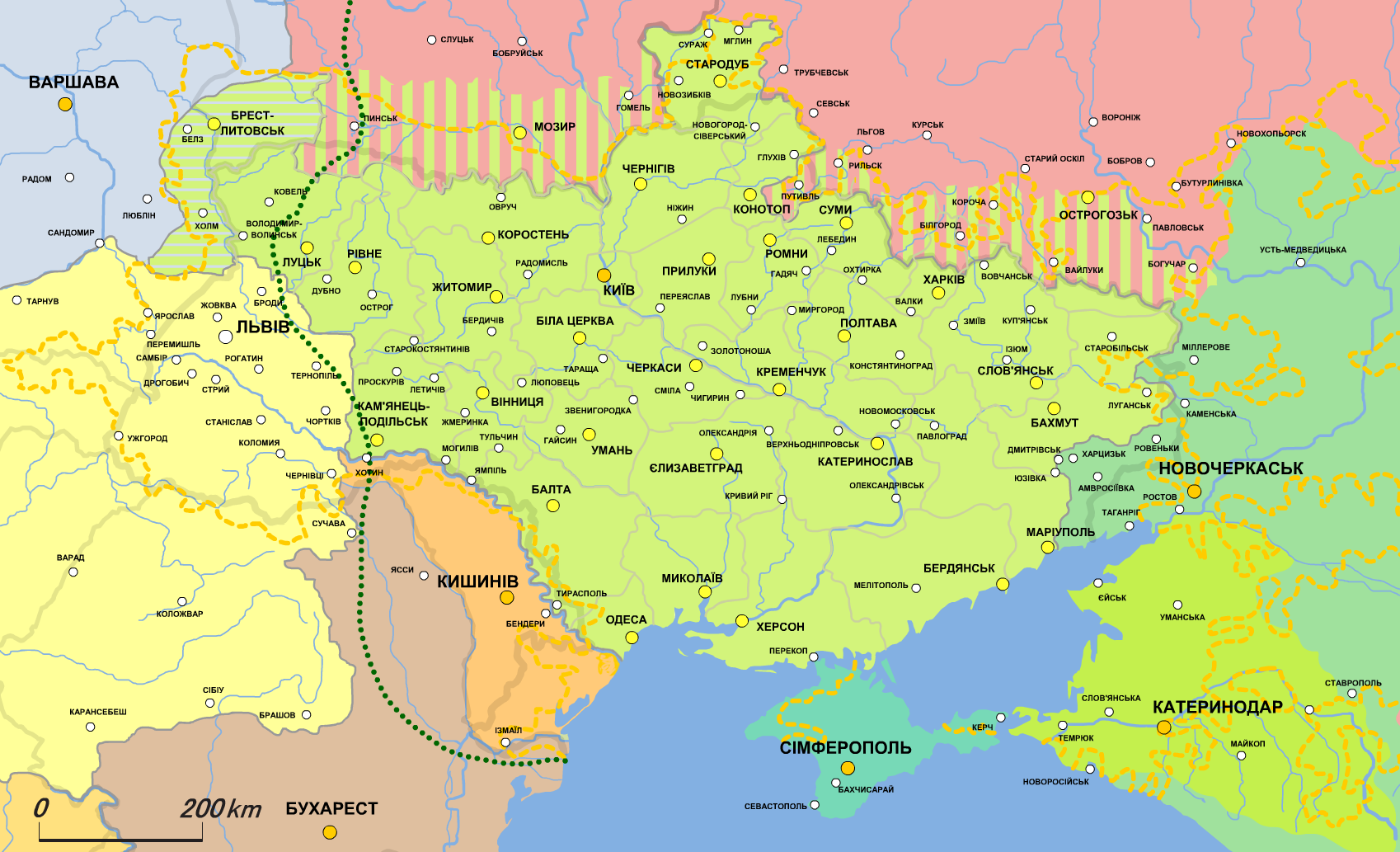
Tractat de Brest-Litovsk (9 de febrer de 1918)
República Popular d'Ucraïna
Territoris en disputa (amb franges)
Àrees habitades per una majoria ucraïnesa
Tropes alemanyes la tardor de 1917
Rússia soviètica
Govern regional del Don
Govern regional de Kuban
Govern regional de Crimea
Àustria-Hongria
Consell polonès
Romania
Moldàvia
Sèrbia

A causa de l'agressió patida per part de la Rússia Soviètica, el 25 de gener de 1918 la Rada Central va emetre la seva Quarta Universal (datada el 22 de gener de 1918), trencant els llaços que la unien amb la Rússia Bolxevic i proclamant un estat ucraïnès sobirà.) Menys d'un mes després, l'Exèrcit Roig assetjava Kíev.
Assetjada pels bolxevics i havent perdut molt territori, la Rada es veié forçada a buscar ajut exterior, i signà un tractat adjunt al Tractat de Brest-Litovsk el 9 de febrer de 1918, per tal d'obtenir ajuda militar dels Imperis alemany i austrohongarès. Alemanya ajudà l'Exèrcit Ucraïnès a foragitar els bolxevics d'Ucraïna. El 20 de febrer, 1918 el consell del Kuban acceptà la resolució per a unió federal de Kuban amb a Ucraïna, mentre les forces bolxevics empenyien cap a Ekaterinodar. S'acceptà enviar la resolució per a la seva ratificació al govern ucraïnès.
Després del tractat de Brest-Litovsk, Ucraïna es convertí en un protectorat virtual de l'Imperi Alemany que en aquell temps semblava una situació més favorable que no pas ser envaït per les forces soviètiques que estenien la devastació al país. A Alemanya li angoixava el fet de poder perdre la guerra, i intentava accelerar el procés d'enviament d'aliments des d'Ucraïna, per la qual cosa decidí instal·lar la seva pròpia administració en la persona del Mariscal de Camp Hermann von Eichhorn que reemplaçà el Coronel General Alexander Von Linsingen. El 6 d'abril el comandant del grup d'Exèrcit Kijew emeté una ordre en la qual explicava les seves intencions d'executar les condicions del tractat. Això, naturalment, entrava en conflicte amb els drets del govern ucraïnès, que anul·lava la seva ordre. Els alemanys arrestaren i dissolgueren la Rada Central el 29 d'abril de 1918 per aturar les reformes socials que estaven tenint lloc i que endarrerien el procés de subministrament alimentari a Alemanya i Àustria-Hongria. Les autoritats alemanyes també arrestaren el Primer Ministre, Vsèvolod Holubóvitx, amb acusacions de terrorisme, i així dissolgueren el Consell de Ministres del Poble. Abans d'això, la Rada havia aprovat la Constitució de la República Popular Ucraïnesa. Concurrentment amb tots aquests esdeveniments i uns quants dies abans del canvi de poders al país el 24 d'abril de 1918 el govern de Belarús confirmat la Cambra belarussa de Comerç a Kíev encapçalada per Mitrofan Dovnar-Zapolski a iniciativa del secretari belarús de finances Piotr Kretxevski.

### Hetmanat

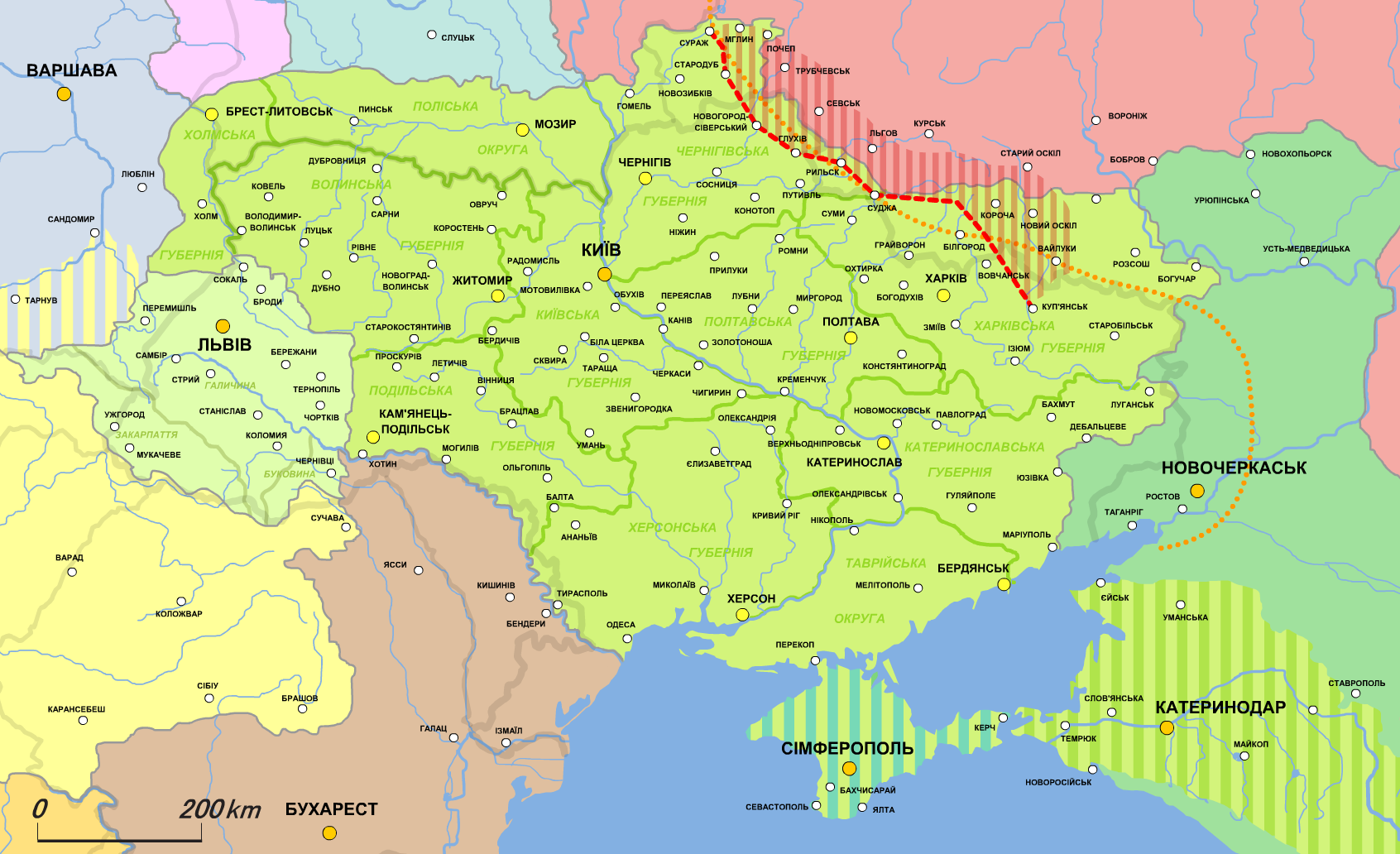
maig-novembre de 1918:
Estat Ucraïnès
Territoris de la Unió Ucraïnesa (amb franges)
Govern regional de Crimea
República Popular de Kuban
República Popular d'Ucraïna Occidental (oct 19)
República del Don
República Popular Belarussa
Lituània
Polònia
Imperi Austrohongarès
Romania
Sèrbia
Rússia Soviètica

Després del cop, la Rada fou reemplaçada per un govern conservador del Hetman Pavló Skoropadski, el Hetmanat, i la República Popular d'Ucraïna per un "Estat ucraïnès" (ucraïnès: Українська держава Ukraïnska derjava). Skoropadski, un antic oficial de l'Imperi Rus, establí un règim que afavorí els grans terratinents i concentrà el poder al capdamunt, tot i que era merament un titella d'Alemanya. El govern tenia poc suport per part dels activistes ucraïnesos, però a diferència de la Rada socialista, fou capaç d'establir una organització administrativa eficaç, i de fet establí relacions diplomàtiques amb molts països, i conclogué un tractat de pau amb la Rússia Soviètica. En uns quants mesos, l'Hetmanat també imprimí milions de llibres de text en llengua ucraïnesa i establí moltes escoles ucraïneses, dues universitats i l'Acadèmia nacional de les ciències d'Ucraïna.
El govern hetmanat també donà suport a la confiscació de terres dels camperols prèviament nacionalitzades per part de propietaris rics, sovint amb l'ajuda de tropes alemanyes. Això conduí a un cert malestar i a l'ascens d'una guerrilla partisana camperola, l'ascens d'un moviment partisà camperol (guerrilla) i un seguit de rebel·lions armades populars a gran escala. Es considerava que les negociacions tenien el suport dels antics membres de la Rada Símon Petliura i Volodímir Vinnitxenko, però de fet aquests activistes treballaven per derrocar Skoropadskyi. El 30 de juliol, un revolucionari d'esquerra rus, Boris Mikhaïlóvitx Donskoi, amb l'ajuda de l'USRP local, aconseguí perpetrar un atemptat terrorista contra Hermann von Eichhorn, a plena llum del dia al centre de Kíev.
A causa de la imminent derrota a la Primera Guerra Mundial per part d'Alemanya i l'Imperi Austrohongarès, els patrocinadors de Skoropàdskyi, el Hetman formà un nou gabinet amb monàrquics russos i es comprometé a federar-se amb una possible i futura Rússia no-bolxevic. En resposta a això, els socialistes ucraïnesos anunciaren un nou govern revolucionari, el Directori, el 14 de novembre de 1918.

### Directori

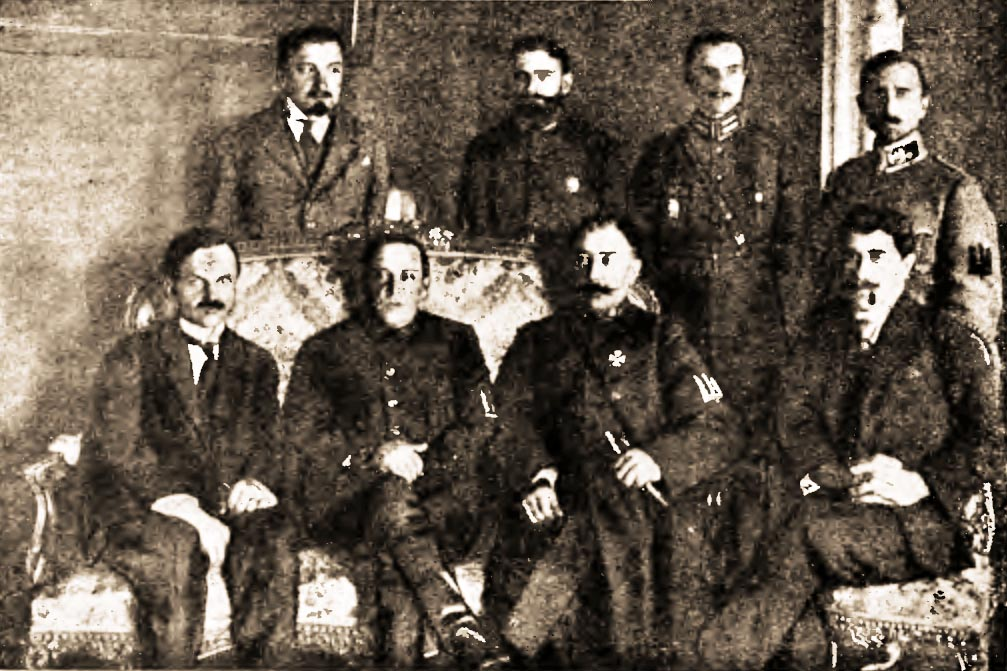
El govern de l'UNR el 1920 - Assegut al centre, Símon Petliura.

El Directori guanyà popularitat massiva, i el suport d'algunes de les unitats militars de Skoropadsky incloent-hi la Divisió Serdiuk. El seu exèrcit insurgent encerclava Kíev el 21 de novembre. Després d'un estancament de tres setmanes Skoropadsky dimití en favor del Consell de Ministres que es va rendir a les forces Revolucionàries. El 19 de desembre, de 1918, el Directori prenia el control de Kíev.
Els bolxevics envaïren Ucraïna des de Kursk a finals de desembre de 1918 on el nou govern soviètic ucraïnès es va restablir el novembre del mateix any. El 16 de gener de 1919, Ucraïna declarava oficialment declarat una guerra sobre Rússia mentre el govern soviètic rus continuava negant totes les queixes sobre la invasió. El 22 de gener de 1919, el Directori s'unia oficialment amb la República Popular d'Ucraïna Occidental, encara que l'última entitat de facto mantingué el seu propi exèrcit i govern. El febrer de 1919, els bolxevics prengueren Kíev.
Durant tot l'any 1919, Ucraïna visqué submergida en el caos mentre els exèrcits de la República d'Ucraïna, els bolxevics, els blancs, els poders estrangers de l'Entesa i Polònia, així com bandes anarquistes com la Nèstor Makhnò, tractaven d'imposar-se. La subsegüent Ofensiva de Kíev, planejada per l'exèrcit polonès i forces ucraïneses aliades, fou incapaç de canviar la situació, i el març de 1921 la Pau de Riga segellava un control compartit del territori per Polònia, l'RSFS de Rússia i l'RSS d'Ucraïna.
Com a resultat d'això, els territoris de Galítsia (Halytxyna), així com una gran part gran del territori de Volínia, van ser incorporats a Polònia, mentre que les àrees a l'est i sud es convertiren en part de la Ucraïna soviètica.
Després de la derrota militar i política, el Directori continuà mantenint el control sobre algunes de les seves forces militars. En preveure una invasió planejada per part del seu rival, l'Arxiduc Guillem d'Àustria, l'octubre de 1921, el govern de la República Popular d'Ucraïna a l'exili llançà un seguit de raids guerrillers a Ucraïna central que arribaren fins a la Província de Kíev. El 4 de novembre, les guerrilles del Directori van capturar Korosten i s'apoderaren de molts subministraments militars, però el 17 de novembre de 1921, aquesta força fou envoltada i destruïda per la cavalleria bolxevic.

### Revoltes antibolxevics i altres
A continuació s'enumera un llistat de les nombroses revoltes que tingueren lloc durant la formació de la República Popular d'Ucraïna. Algunes es produïren en oposició al govern de Petliura (com l'Afer d'Oskilko), alguns foren contra l'establiment del règim soviètic, alguns tingueren lloc per eliminar les forces de l'Entesa. Segons les documentacions de les Txeques, durant 1917 fins al 1932, tingueren lloc a Ucraïna 268 revoltes en més de 100 raions, on els camperols revoltats mataren txequistes, comunistes que es dedicaven a requisar aliments per la força.
- Territori Lliure (Nèstor Makhnò)
- Otaman Grigoriev
- Assumpte Otaman Oskilko (Volodímir Oskilko)
- Alçament Otaman Zelenyi
- Kholodnyi Yar (Barranc fred)
- Otaman Kamenyuka
- Cosacs lliures (Semen Hryzlo)
- Revolta Zazýmia[6] (Troiesxyna) - Otaman Romaixka i Otaman Anhel contra les txeques de Kíev i Txerníhiv i la Brigada de Cavalleria Baixkir
- Emboscada anti-Exèrcit Roig prop d'Uman el 1920.[7]

## Reconeixement internacional
La República Popular d'Ucraïna fou reconeguda de iure el febrer de 1918 per part de les Potències Centrals de la Primera Guerra Mundial (Imperi Austrohongarès, Imperi Alemany, Imperi Otomà i Bulgària) i per la Rússia Bolxevic, els estats bàltics (Estònia, Letònia i Lituània), Geòrgia, Azerbaidjan, Romania, Txecoslovàquia, i la Santa Seu. De facto el reconeixement li fou concedit per Suïssa, Suècia, Dinamarca, i Pèrsia.
Més tard, el 1918, Rússia decidí retirar el seu reconeixement de la Ucraïna independent, tot esgrimint els protocols del Tractat de Versalles com a justificació per a la seva acció. El 1920 Símon Petliura i Józef Piłsudski signaren el Tractat de Varsòvia, en el qual els dos països establien les seves fronteres al llarg del riu Zbrutx.

## Demografia
Segons l'últim cens dut a terme el 1897, a la república hi vivien més de 20 milions de persones, en set antigues gubèrnies russes, més tres uiezds de la Tàurida que estaven situats al continent.
Composició nacional
- Ucraïnesos - 14,931.5 (73%)
- Russos - 2,146.1 (11%)
- Jueus - 1.871.8 (9%)
- Alemanys - 451.3 (2%)
- Polonesos - 375.9 (2%)
- Belarussos - 208.5 (1%)
- Romanesos - 185.7 (1%)
- Altres - 1%

A la xifra corresponent als romanesos també s'hi inclouen els moldaus, que durant el període soviètic es consideraven diferents dels romanesos.

## Divisió administrativa
El 4 de març de 1918 el govern ucraïnès acceptà la llei sobre la divisió administrativa territorial d'Ucraïna. La llei establia que Ucraïna restava dividida en 32 zemlia (terra) que són administrats pel seu zemstvo respectiu. Aquesta llei no fou plenament implementada fins al 29 d'abril de 1918, quan es va produir el cop antisocialista a Kíev, després del qual el Hetman Pavló Skoropadskyi revertí la reformà altre cop a l'antiga administració de tipus gubèrnia.

## Forces armades
El quarter general de les forces armades de la república s'anomenava el General Bulawa i es considerava que estava situada a Kíev. Naturalment, a causa de la intervenció constant per part del sovnarkom de Petrograd i l'Imperi Alemany la localització física d'aquest anava canviant (Kàmianets-Podilski, Bila Tserkva, entre altres llocs).

## Diners i Banca
Hi havia nombrosos bancs a la república. Alguns dels més populars eren l'Ukrainabank i el Soyuzbank, que foren creats per Khristofor Baranovski, líder d'un moviment cooperatiu.